# Rio das Lontras (vattendrag i Brasilien, lat -26,35, long -52,17)
Rio das Lontras är ett vattendrag i Brasilien.   Det ligger i delstaten Paraná, i den södra delen av landet, 1 300 km söder om huvudstaden Brasília.
I omgivningarna runt Rio das Lontras växer huvudsakligen savannskog. Runt Rio das Lontras är det ganska glesbefolkat, med 38 invånare per kvadratkilometer.